# Зайцеподібні
Зайцеподібні (Leporiformes, або Lagomorpha) — ряд ссавців з надряду Гризуни (Glires). Етимологія: грец. λαγώς — «заєць», грец. μορφή — «подібний».

## Характеристика ряду
Нечисленна за кількістю видів (65 видів, в Україні — 2) група ссавців, яка за особливостями організації близька до типових гризунів. З останніми їх об'єднує наявність великих різців. Відрізняються наявністю двох пар різців на верхній щелепі (замість однієї пари у типових гризунів) та складнішим за будовою шлунком.

## Таксономія
Найближчим до зайцеподібних рядом є ряд мишоподібні, спільно з яким зайцеподібні формують надряд гризуни (Glires, seu Rodentia).
Зайцеподібних поділяють на кілька родин. Найвідомішими, представленими у сучасній фауні, є:
- Родина зайцеві (Leporidae) — типова родина ряду.
- Родина пискухові (Ochotonidae) (інша назва: пищухові).

## Склад ряду
До ряду зайцеподібних належать зайці, кролі і пискухи. Зайці відрізняються від кролів видовженими задніми кінцівками та вухами. Пискухи вирізняються малими розмірами тіла й короткими вухами.
- Зайці (заєць білий, заєць сірий та ін.) живляться травою, корою молодих дерев і чагарників. На годівлю виходять у сутінках і вночі. Зайчата народжуються зрячими, покритими густою шерстю. В Україні зустрічаються обидва згадані види.
- Кролі, на відміну від зайців, риють глибокі нори. Живуть колоніями. Перед народженням сліпих і голих кроленят самка робить гніздо з сухої трави та пуху, що висмикує в себе на грудях. Представником кролів є кріль європейський («дикий кріль»), який інколи трапляється і на півдні України.

## Класифікація
- Ряд Lagomorpha Brandt 1885[1]
  - Родина зайцеві (Leporidae) Fischer de Waldheim 1817
    - Підродина † Archaeolaginae
      - Рід †Archaeolagus Dice 1917
      - Рід †Hypolagus Dice 1917
      - Рід †Notolagus Wilson 1938
      - Рід †Panolax Cope 1874

    - Підродина Leporinae Trouessart 1880
      - Рід †Alilepus Dice 1931
      - Рід Brachylagus
      - Рід Bunolagus
      - Рід Caprolagus Blyth 1845
      - Рід заєць(Lepus) Linnaeus 1758
      - Рід Nesolagus Forsyth Major 1899
      - Рід кріль (Oryctolagus) Lilljeborg 1874
      - Рід †Nuralagus Lilljeborg 1874
      - Рід Pentalagus Lyon 1904
      - Рід †Pliolagus  Kormos 1934
      - Рід †Pliosiwalagus Patnaik 2001
      - Рід Poelagus
      - Рід †Pratilepus Hibbard 1939
      - Рід Pronolagus Lyon 1904
      - Рід Romerolagus Merriam 1896
      - Рід †Serengetilagus Dietrich 1941
      - Рід кролик (Sylvilagus) Gray 1867

    - Підродина †Palaeolaginae Dice 1929
      - Триба †Dasyporcina Gray 1825
        - Рід †Coelogenys Illiger 1811
        - Рід †Agispelagus Argyropulo 1939
        - Рід †Aluralagus Downey 1968
        - Рід †Austrolagomys Stromer 1926
        - Рід †Aztlanolagus Russell & Harris 1986
        - Рід †Chadrolagus Gawne 1978
        - Рід †Gobiolagus Burke 1941
        - Рід †Lagotherium Pictet 1853
        - Рід †Lepoides White 1988
        - Рід †Nekrolagus Hibbard 1939
        - Рід †Ordolagus de Muizon 1977
        - Рід †Paranotolagus Miller & Carranza-Castaneda 1982
        - Рід †Pewelagus White 1984
        - Рід †Pliopentalagus Gureev & Konkova 1964
        - Рід †Pronotolagus White 1991
        - Рід †Tachylagus Storer 1992
        - Рід †Trischizolagus Radulesco & Samson 1967
        - Рід †Veterilepus Radulesco & Samson 1967
        - Триба Incertae sedis
          - Рід †Litolagus Dawson 1958
          - Рід †Megalagus Walker 1931
          - Рід †Mytonolagus Burke 1934
          - Рід †Palaeolagus Leidy 1856

  - Родина пискухові (Ochotonidae) Thomas 1897 pikas
    -       - Рід †Alloptox Dawson 1961
      - Рід †Amphilagus Tobien 1974
      - Рід †Bellatona Dawson 1961
      - Рід †Cuyamalagus Hutchison & Lindsay 1974
      - Рід †Desmatolagus Matthew & Granger 1923
      - Рід †Gripholagomys Green 1972
      - Рід †Hesperolagomys Clark et al. 1964
      - Рід †Kenyalagomys MacInnes 1953
      - Рід †Lagopsis Schlosser 1894
      - Рід пискуха (Ochotona) Link 1795
      - Рід †Ochotonoides Teilhard de Jardin & Young 1931
      - Рід †Ochotonoma Sen 1998
      - Рід †Oklahomalagus Dalquest et al. 1996
      - Рід †Oreolagus Dice 1917
      - Рід †Piezodus Viret 1929
      - Рід †Russellagus Storer 1970
      - Рід †Sinolagomys Bohlin 1937
      - Рід †Titanomys von Meyer 1843

  - Родина †Prolagidae Gureev, 1962
    - Рід †Prolagus Pomel 1853

  - Родина Incertae sedis
    - Рід †Eurolagus Lopez Martinez 1977
    - Рід †Hsiuannania Xu 1976
    - Рід †Hypsimylus Zhai 1977
    - Рід †Lushilagus Li 1965
    - Рід †Shamolagus Burke 1941